# Rýžování zlata

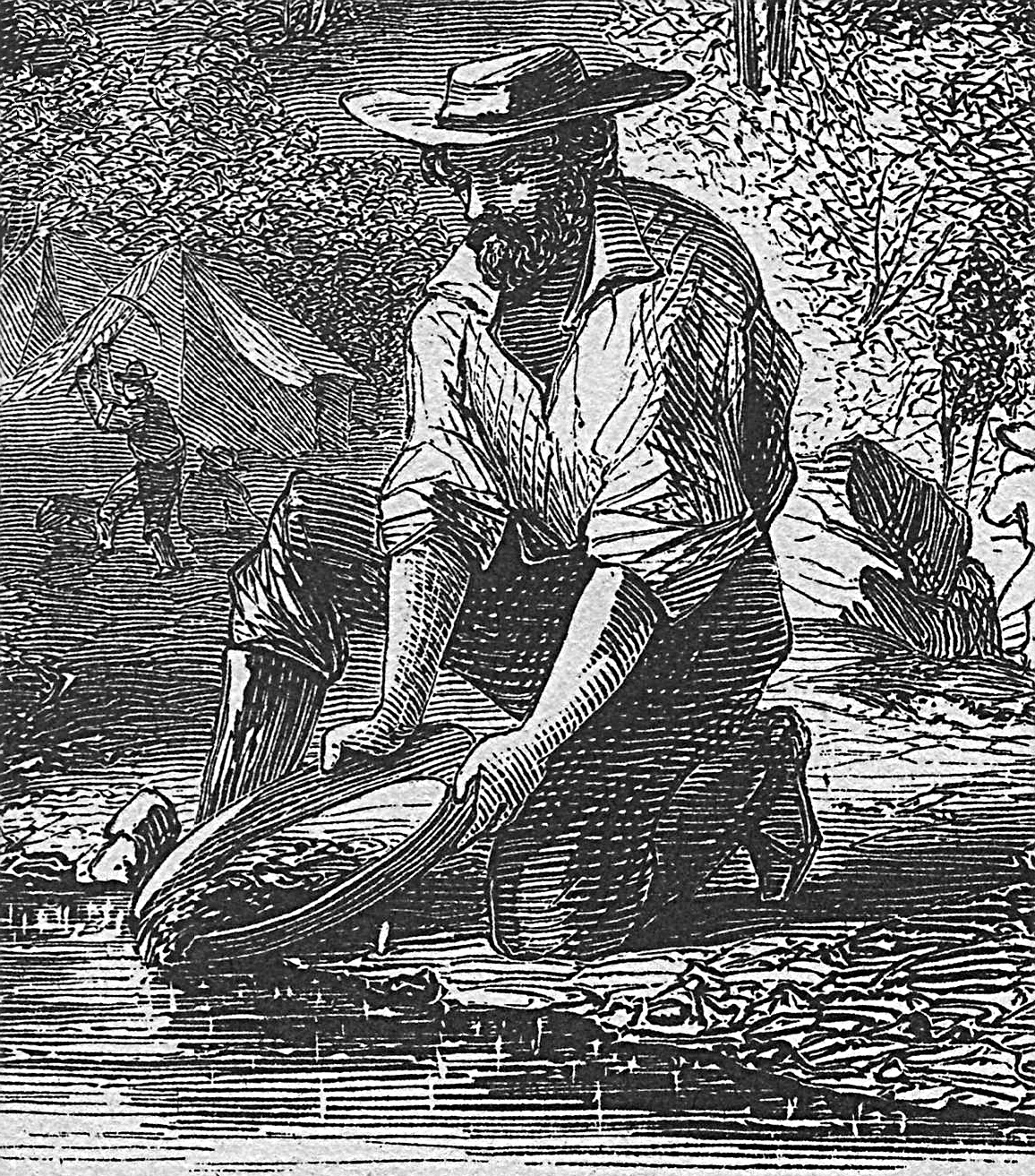
Ilustrační kresba rýžování zlata

Rýžování zlata je mechanický proces získávání zlata pomocí rýžovací pánve založený na principu gravitačního ukládání jednotlivých složek a zlatinek či malých valounků zvaných nugety. Zlato se získává ze zlatonosných sedimentů, které postupně ukládá vodní tok tím, že eroduje zlatonosné oblasti a transportuje je do míst, kde dochází k jejich ukládání.
Při ručním rýžování se nabírá směs štěrku a písku do kovové pánve a pomocí proudu vody a za neustálého kroužení pánví se z ní postupně odplavují lehčí částice. Stejný princip se využívá i při rýžování zlata rýžovacích splavech opatřených na dně příčkami a ovčí kožešinou (takto mohl vzniknout příběh o zlatém rounu) nebo jinými povrchy na zpomalení pohybu a sedimentaci částeček zlata.

## Postup ručního rýžování

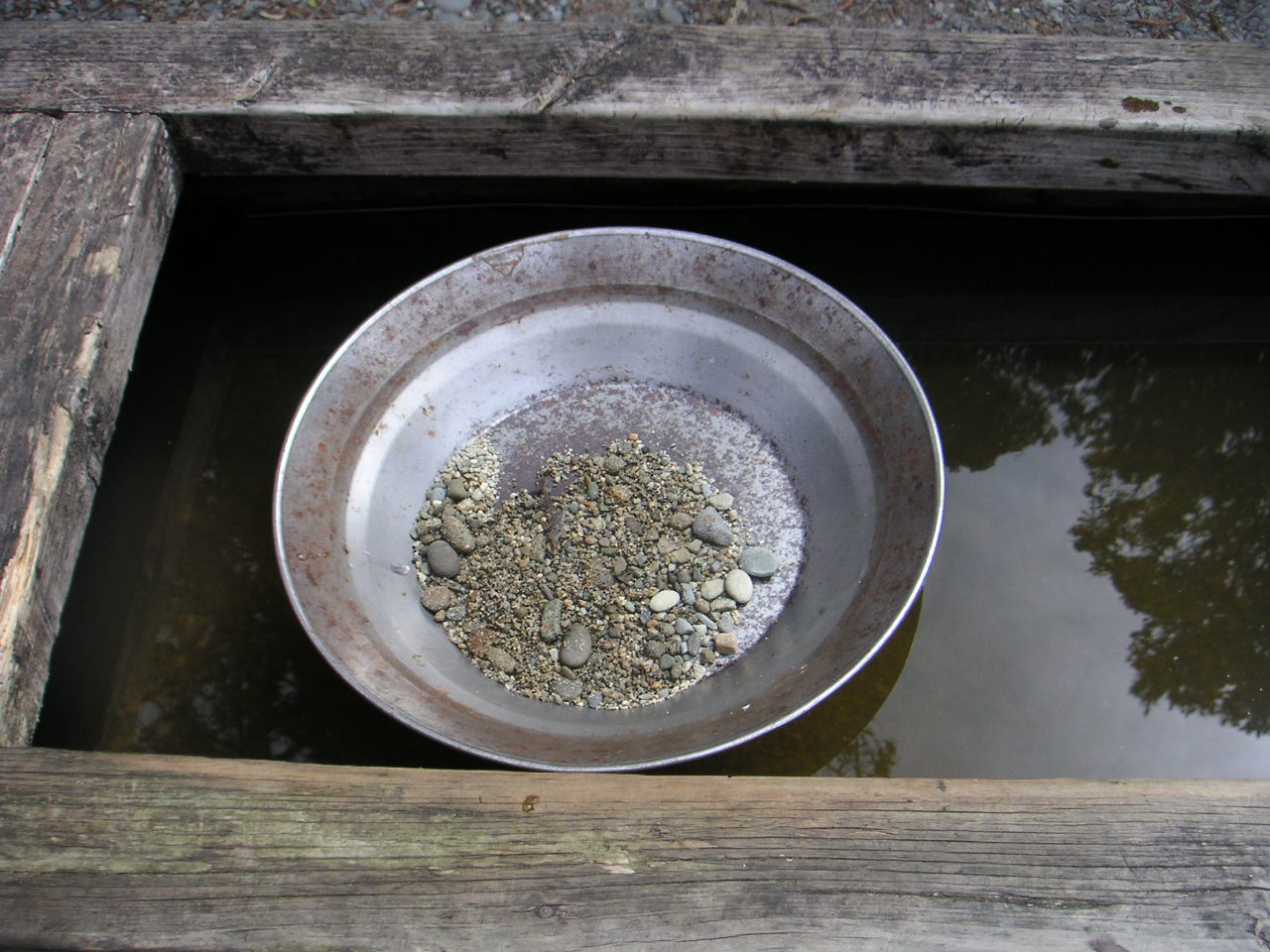
Rýžovací pánev

Během procesu získávání se tyto sedimenty nabírají na rýžovací pánev, se kterou se následně začne rotovat a tím odstraňovat voda a lehčí horninový materiál z pánve. Po určité době dochází k tomu, že těžší prvky (jako například zlato, které je přibližně 19 krát těžší než voda, 10 krát než písek a štěrk) zůstávají na dně pánve, zatímco lehčí částice jsou odplaveny s vodou.
Z vyrýžovaných menších částeček zlata se mnohdy za pomoci tekuté rtuti vytváří amalgám. Ten se poté zahříváním zbavuje rtuti a vzniká zlatý slitek, zvaný houba. Tento postup ale vážně ohrožuje zdraví prospektorů i životní prostředí. Převážně v Africe, jižní Americe a Asii se k tomuto účelu ročně spotřebuje asi 800 tun rtuti, z níž se většina vypaří do ovzduší nebo skončí ve zlatonosných řekách a potocích.

## Lokality rýžování
V současnosti je rýžování zlata oblíbenou zábavou, na které se nedá většinou zbohatnout, jelikož většina bohatých oblastí byla již vytěžena. V Česku dochází pravidelně k rýžování zlata na Otavě nedaleko obce Kestřany na Písecku ve zlatonosné řece Otavě. Další místo, kde se pravidelně rýžuje je na zlatonosné řece Opavě, na jejích říčkách, Černé, Střední a Bílé-též zvaná Zlatá Opava. Zde se rýžuje od okolí Vrbna pod Pradědem až po obec Nové Heřminovy. Rozsáhlé stopy po rýžovacích pracích jsou ostatně v celém tomto údolí. Rýžování zlata je novodobě považováno i za sport, který je provozován jak v Česku tak i ve světě. Existuje mistrovství světa v rýžování zlata a dále řada národních a regionálních soutěží. Zájemce o rýžování jako koníček sdružuje Český klub zlatokopů.
V Hornickém skanzenu 2 km od Zlatých Hor u obce Ondřejovice si návštěvníci mohou zapůjčit rýžovací pánve a přímo na místě si vyzkoušet rýžování zlata. Ve Zlatých Horách u Jeseníku se pořádají i Mistrovství světa v rýžování zlata.

## Zlaté horečky

Zlatokopové na Aljašce během zlaté horečky

Po nalezení významného ložiska zlata často docházelo ke vzniku tzv. zlaté horečky, kdy docházelo k silnému stěhování obyvatelstva do místa nálezu ve snaze rychle zbohatnout.
- Zlatá horečka na Klondiku
- Sobí zlatá horečka